# Rolladen Schneider LS7
Die LS7 ist ein einsitziges Segelflugzeug der Standard-Klasse des deutschen Herstellers Rolladen Schneider Flugzeugbau.

## Geschichte
Die LS7 wurde bei Rolladen Schneider mit der Zielsetzung entworfen, einen wettbewerbstauglichen LS4-Nachfolger für die Standardklasse anbieten zu können.
Der Erstflug der LS7 fand im Dezember 1987 statt, die Serienproduktion wurde 1988 aufgenommen. Im Rahmen der Produktpflege waren ab 1991 Winglets erhältlich, die die Steigleistungen in der Thermik deutlich verbesserten. Im Vergleich zum Konkurrenzmuster Schleicher ASW 24 nahmen sich die Wettbewerbserfolge jedoch eher bescheiden aus. Die Produktion wurde 1993 nach 164 Exemplaren eingestellt.

## Konstruktion
Die LS7 hat im Vergleich zur LS4 einen kleineren Flügel. Die Flügelfläche beträgt 9,73 m², so viel wie bei der LS1. Die LS7 hat einen neu profilierten Doppeltrapezflügel in KfK-Sandwich-Bauweise. Die Querruder und das Höhenruder sind aus Kevlar hergestellt. Rumpf und Seitenflosse bestehen aus GfK. Der Segelflug-Index beträgt 106, mit Winglets 107.

## Technische Daten

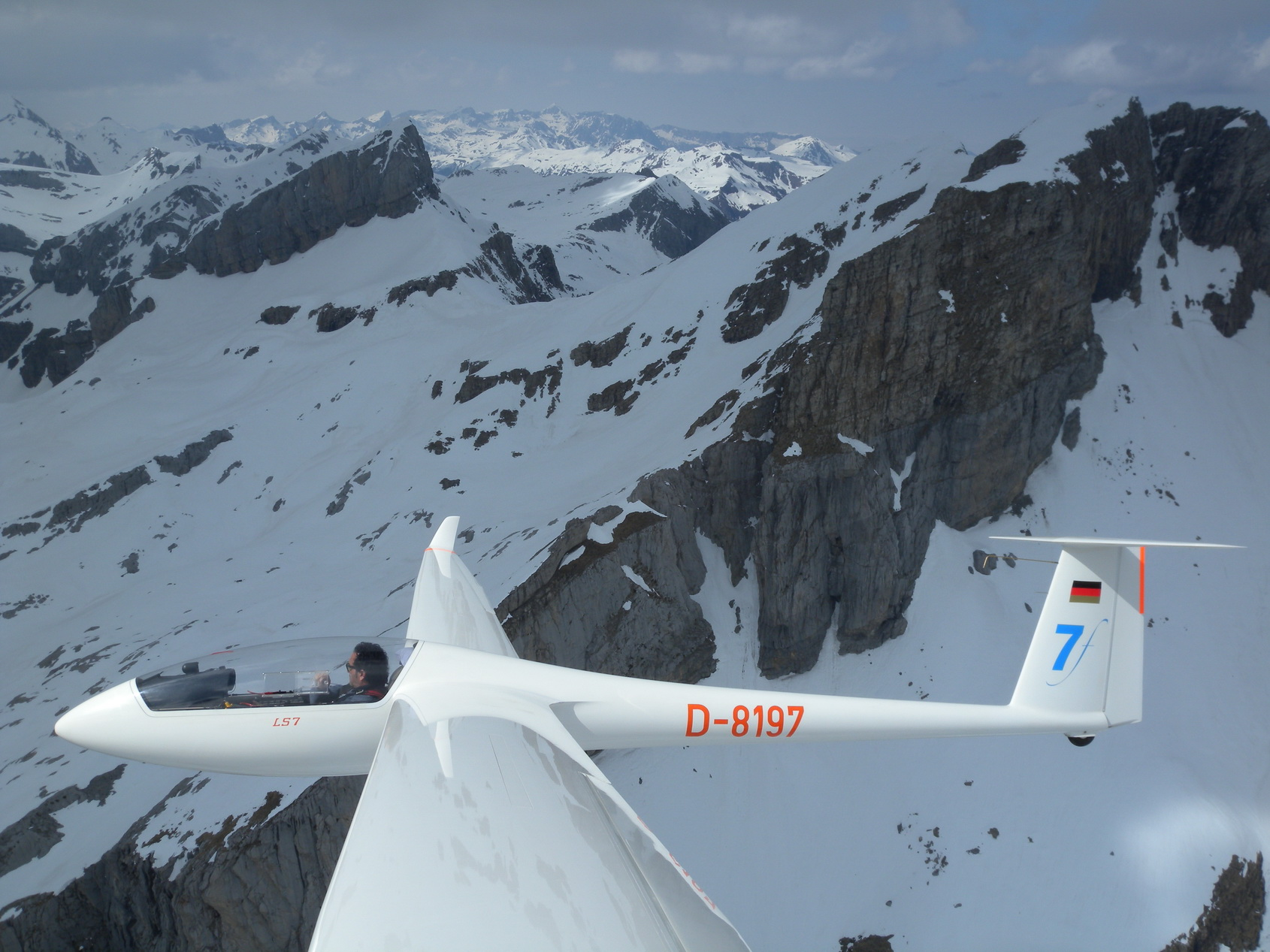
LS7

| Kenngröße                       | LS7                            |
| ------------------------------- | ------------------------------ |
| Spannweite                      | 15 m                           |
| Länge                           | 6,66 m                         |
| Höhe                            | 1,33 m                         |
| Flügelfläche                    | 9,73 m²                        |
| Flügelstreckung                 | 23,1                           |
| Leermasse mit Mindestausrüstung | ca. 235 kg                     |
| max. Wasserballast              | 170 kg plus 5,5 kg im Hecktank |
| max. Startmasse                 | 486 kg                         |
| max. Flächenbelastung           | 49,95 kg/m²                    |
| VNE                             | 270 km/h                       |
| VA                              | 190 km/h                       |
| Geringstes Sinken               | 0,63 m/s                       |
| Gleitzahl                       | ca. 43                         |